# Joseph L'Espine
Joseph Graf von L'Espine (Avignone, 5 dicembre 1761 – Milano, 31 dicembre 1826) è stato un militare francese, passato al servizio dell'Impero austriaco durante il corso della Rivoluzione francese.
Entrato al servizio dell'imperatore Francesco II d'Asburgo-Lorena nell'ottobre 1797, vista la sua esperienza nella Marine royale dopo la firma del trattato di Campoformido andò a Venezia dove lavorò alla costituzione del primo nucleo della marina imperiale austriaca, di cui fu poi comandante e ne redasse il corpus normativo. Nel 1805 l'arciduca Carlo, Ministro della Guerra, lo designò a sostituire il maggiore generale conte Ludwig Karl Folliot de Crenneville alla testa del Marinebureau presso il consiglio aulico di guerra a Vienna. Dopo la firma della pace di Presburgo ritornò a Venezia come membro della commissione che avrebbe dovuto cedere ai francesi le unità della marina austriaca che vi si trovavano con il relativo arsenale. Entrato nell'esercito dopo lo scioglimento della marina austriaca avvenuto in seguito alla firma del Trattato di Schönbrunn, all'atto della caduta del Regno d'Italia ritornò a Venezia per ricoprire, tra il 25 aprile e il 16 luglio 1814, l'incarico di comandante provvisorio della marina. Destituito per decisione imperiale, ritornò nell'esercito, e dall'11 novembre 1825 fino alla sua morte fu comandante militare della Lombardia.

## Biografia
Nacque ad Avignone il 5 dicembre 1761. Nel 1775 si è arruolato nella Marine royale e ha combattuto durante la guerra d'indipendenza americana in Nord America contro gli inglesi. Nel 1781, Joseph de l'Espine ricevette il comando della corvetta reale  francese le Dragon (ex brigata britannica "Dragon" del 1778 e ex brigantino americano "Washington" del 1776). Durante il suo secondo viaggio in America, egli fu costretto a sabotare la sua nave per evitare la sua cattura da parte degli Inglesi nel 22 gennaio 1783 al largo di Monte Christi, Haiti. Questa fu l'ultima barca persa dalla Francia durante questa guerra d'indipendenza americana. 

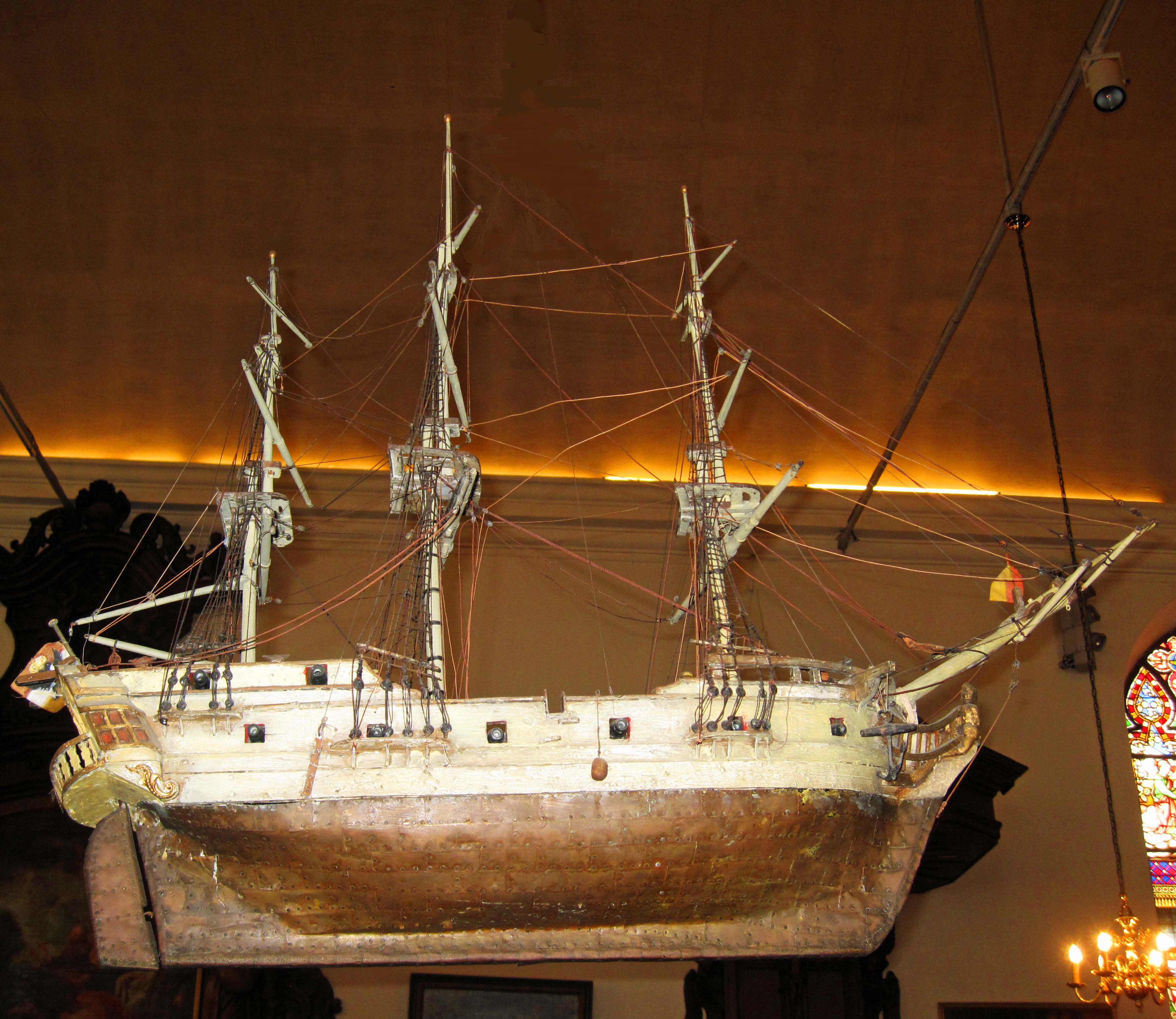
La corvetta francese "Le Dragon", modello ad Ostenda, Belgio

Promosso capitano nel 1790. Nel 1792, allo scoppio delle guerre rivoluzionarie francesi prese parte al tentativo di invasione della Francia tentato dal principe di Condé al comando di un'armata di émigré al seguito dell'esercito al comando del Duca di Brunswick. Stazionante ai bordi del fiume Reno, l'armata di Condé rimase in disparte dalle operazioni belliche principali, e L'Espine, nel 1795, fu nominato comandante della flottiglia delle cannoniere impiegate a protezione del Reichsarmee.
Dopo la firma del trattato di Campoformido, il 31 ottobre 1797 passò al servizio del Sacro Romano Impero, e l’anno successivo, insieme al colonnello von Williams fece circolare, in forma anonima, un Essai de la marine, in cui veniva proposta l'istituzione di una Accademia di Marina e la realizzazione di una flotta comprendente 12 fregate, 12 corvette e 12 tra sciabecchi e golette. Lo scritto fu apprezzato da S.M. l'Imperatore Francesco II, però con l'approssimarsi dello scoppio di una nuova guerra fu data priorità alla realizzazione di unità fluviali, che operavano in modo autonomo dalla Marina austro-ungarica. Il 1º aprile 1799 fu promosso al grado di maggiore, e in quell’anno, al comando di una piccola flottiglia prese parte all’assedio di Ancona. Durante l'inverno del 1799 organizzò la flottiglia della riviera ligure, e nel gennaio 1800 diede vita alla flottiglia del Lago di Costanza (Bodensee Flottile). Tra l'agosto e il settembre dello stesso anno organizzò il recupero e il trasferimento dei tre vascelli francesi catturati al termine dell’assedio di Ancona.
Nel febbraio del 1801, quando l'arciduca Carlo assunse l'incarico di Ministro della guerra e della marina uno dei suoi primi atti fu la creazione del Marinebureau presso il consiglio aulico di guerra (Hofkriegsrat) diretto dal colonnello conte Ludwig Karl Folliot de Crenneville. Il 16 dicembre dello stesso anno l’arciduca Carlo lo nominò maggiore generale con il rango di tenente colonnello e il 21 dello stesso mese comandante in mare (Seekommandant) in sostituzione di Andrea Querini Stampalia Sostenuto dal conte Crenneville, L'Espine redasse un piano di fusione tra la Triester Marine e l'ex venezianische Marine che venne approvato dall'imperatore il 13 gennaio 1802, quando L'Espine fu promosso linienschiffskapitän

### Il corpus normativo della K.K. Kriegsmarine
Il 2 marzo 1802 L'Espine emise l'Ordinanza della Regia Cesarea Marina (K.K. Kriesgmarine), e il 23 marzo 1803. L'Ordinanza di mare per la Regia Cesarea Marina, cui seguirono quella sull’ospedale di marina (25 giugno), gli articoli di guerra e le norme di procedura contro i reati penali (21 marzo), le ordinanze sulla sanità marittima (1804), sulla ripartizione delle prede di guerra (1 ottobre 1805) e il codice di segnalazione (1805).
A causa del fatto la marina era essenzialmente concepita per fornire supporto alle operazioni terrestri dell’esercito imperiale in Italia, venne deciso di non riattare i tre vascelli francesi catturati ad Ancona nel 1799, e successivamente trasferiti a Venezia, e di disarmare la fregata Bellona, limitandosi alla riparazione di 34 unità ex veneziane trovate danneggiate dai francesi, e di intraprendere un limitato piano di nuove costruzioni.
In vista dello scoppio della guerra con la Francia gli fu ordinato di raggiungere Vienna, dove, il 30 agosto 1805, sostituì il conte de Crenneville alla testa del Marinebureau lasciando il comando della flotta al capitano di fregata Silvestro Dandolo.
Dopo la firma della pace di Presburgo ritornò a Venezia per entrare a far parte della commissione che avrebbe dovuto cedere ai francesi le unità della marina austriaca che si trovavano a Venezia e il relativo arsenale. Al termine di queste operazioni, si portò a Trieste dove, a partire dal maggio del 1807, si occupò della ricostruzione della Triester Marine. Promosso generalmajor il 14 agosto 1808, a partire dal giorno successivo presiedette una apposita commissione per la riorganizzazione della marina che doveva passare alle dirette dipendenze del comando militare di Trieste.
Dopo l'esito negativo della guerra della quinta coalizione e la firma del Trattato di Schönbrunn che dava la molti territori alla Francia, che con essi costituì le province Illiriche, privando l’Impero austriaco di uno sbocco al mare, nell’ottobre 1809 lasciò la guida del Marinebureau e il comando della marina austriaca. passando in forza all'esercito.
Divenuto cavaliere dell'Ordine di Malta nel 1813, e promosso Feldmarschallleutnant il 26 luglio dello stesso anno, dopo la caduta del Regno d'Italia e il ritorno degli austriaci a Venezia ricoprì l’incarico di comandante provvisorio della marina dal 25 aprile al 16 luglio 1814. Dal 6 marzo 1822 assunse l’incarico di colonnello-onorario del Galizisches Infanterie-Regiment n.58. Dall'11 novembre 1825 fino alla sua morte fu comandante militare della Lombardia. Si spense a Milano il 31 dicembre 1826.

### Annotazioni
1. ↑  Che doveva formare inizialmente 120 allievi.
2. ↑  Composta da 49 articoli ed entrata in vigore a partire dal 1 luglio dello stesso anno.
3. ↑  Il trattato di pace prevedeva lo scioglimento della marina austriaca, e la vendita della navi rimaste.
4. ↑  Fu rimosso per decisione imperiale del 21 giugno 1814.

### Fonti
1. 1 2 3 4 5 6 7 8 9 10 11 12  Napoleon series.
2. 1 2 3 4 5 6 7 8 9 10 11  Virginio Ilari, Piero Crociani, La marina italiana di Napoleone (1796-1814), Le marine italiane del 1792-1815 n.1, 2010.
3. 1 2  Salcher 1902, p. 5.
4. 1 2 3 4 5  Salcher 1902, p. 7.
5. ↑  Salcher 1902, p. 2.
6. ↑  Donolo 2012, p. 119.
7. ↑  Donolo 2012, p. 254.
8. ↑  Donolo 2012, p. 258.
9. ↑  Donolo 2012, p. 260.
10. 1 2  Oesterreichischer Beobachter n.182, 1 juli 1822, p. 1420.
11. ↑  Donolo 2012, p. 371.
12. ↑  Hof- und Staats-Schematismus des Österreichischen Kaiserthumes: 1827 Parte 1, p. 334 , fu comandante del Galizisches Infanterie-Regiment N.58 fino alla data della sua morte, sostituito poi dal colonnello Heinrich von Cappi.
13. ↑  Già nel 1763, il barone belga di Vierset aveva collocato questo reggimento di fanteria n. 58 al servizio dell'Austria. Quando morì nel 1794, fu assunto dal barone Jean-Pierre de Beaulieu, originario di Jodoigne, Belgio, poi, alla sua morte nel 1819, dal francese Joseph de l'Espine, capitano di nave, eroe della guerra d'indipendenza degli Stati Uniti, poi, dal 1827 al 1915, successivamente, da un maggiore generale austriaco, il barone Veider von Mahlberg e due arciduchi austriaci, Stephen, il principe "Rosso" e Louis-Salvator, capitano del lungo corso, fino alla sua dissoluzione, senza proprietario, nel ... 1918)

### Periodici
- (DE) Hof- und Staats-Schematismus des Österreichischen Kaiserthumes: 1824, Wien, Aus der I.I. hof und Staats Herarial Druderen, 1824,  p. 1420.
- (DE) Hof- und Staats-Schematismus des Österreichischen Kaiserthumes: 1827 Parte 1, Wien, Aus der I.I. hof und Staats Herarial Druderen, 1827,  p. 1420.
- (DE) Oesterreichischer Beobachter, n. 182, Wien, Anton Strauss Verlag, 1º juli 1822,  p. 1420.